# 恩西納爾 (新墨西哥州)
恩西納爾（英語：Encinal）是位於美國新墨西哥州錫沃拉縣的普查規定居民點。

## 人口
根據2020年美國人口普查的數據，恩西納爾的面積為7.68平方千米，皆為陸地。當地共有人口207人，而人口密度為每平方千米26.95人。